# Leo Strauss
Pour les articles homonymes, voir Strauss.
Ne doit pas être confondu avec Lévi Strauss.
 (octobre 2011).
Si vous disposez d'ouvrages ou d'articles de référence ou si vous connaissez des sites web de qualité traitant du thème abordé ici, merci de compléter l'article en donnant les références utiles à sa vérifiabilité et en les liant à la section « Notes et références ».
Leo Strauss (Kirchhain, province de Hesse-Nassau, 20 septembre 1899 – Annapolis, dans le Maryland, 18 octobre 1973) est un philosophe et historien de la philosophie juif allemand du XXe siècle, émigré aux Etats-Unis à partir de 1937.
Spécialiste de philosophie politique, il est surtout connu pour ses thèses sur l'art d'écrire des philosophes et pour avoir étudié la tradition philosophique classique et les idées classiques et modernes du droit naturel, s'opposant ouvertement aux sciences sociales contemporaines. Il a aussi étudié l'histoire de la philosophie juive, en particulier dans sa période médiévale.

## Biographie
Leo Strauss naît dans une famille de commerçants en grains de Kirchhain, dans la province de Hesse-Nassau. Selon Allan Bloom, il aurait été « élevé comme un juif orthodoxe », mais sa famille ne semble pas en avoir entièrement adopté les pratiques. Selon Strauss lui-même, sa famille pratique un judaïsme pieux, mais sans grande culture, dont il se détache assez tôt.
Après avoir suivi les cours de la Volksschule de Kirchhain, puis de la Rektoratsschule protestante, Leo Strauss entre au Gymnasium Philippinum (affilié à l'université de Marbourg) en 1912, et en sort diplômé en 1917. Il y découvre les lettres européennes classiques, en particulier l'œuvre de Friedrich Nietzsche, dont il avoue qu'à cette époque « [il] croyait littéralement tout ce qu'il lisait de Nietzsche. » Il loge avec le chantre de Marbourg, Strauss (sans lien de parenté), dont la résidence sert de lieu de rencontre aux disciples du philosophe néo-kantien Hermann Cohen.
Après avoir effectué son service militaire du 5 juillet 1917 jusqu'en décembre 1918, au cours duquel il sert d'interprète sur le front belge, il part étudier à Marbourg, puis se rend à Hambourg où il suit l'enseignement de Ernst Cassirer, sous la direction duquel il soutient une thèse sur la Théorie de la Connaissance dans la pensée de Jacobi, sujet qui correspond à la vague de néo-kantisme alors en vogue à Marbourg. Il part enfin à Fribourg-en-Brisgau pour y suivre l'enseignement d'Edmund Husserl et de Martin Heidegger, à côté de qui, dira-t-il, «Weber semblait être un enfant orphelin».
Après un travail sur Spinoza et sa critique de la science de la Bible et un emploi à l'Académie du judaïsme (Akademie des Judentums) de Berlin sous la direction de Julius Guttmann, Strauss obtient une bourse d'études Rockefeller pour travailler à Paris sur les philosophies arabes et juives médiévales. Il y rencontre Louis Massignon et renoue avec des émigrés rencontrés antérieurement à Berlin comme Alexandre Kojève ou Alexandre Koyré.
En 1932, à Paris, il épouse Mirjam (Marie) Berenson (ou Bernsohn). Le couple quitte Paris pour Londres et Cambridge où Strauss occupera un poste universitaire. Il travaille sur les manuscrits de Thomas Hobbes jusqu'en 1937 (c'est de cette période que sortira l'ouvrage La Philosophie politique de Hobbes) puis gagne seul les États-Unis cette année-là. Mirjam et Leo Strauss n'auront pas d'enfant mais Mirjam a un fils d'un mariage précédent. Ils adopteront la nièce de Strauss, Jenny, orpheline en 1942 de sa mère, Betty Strauss (sœur de Leo Strauss, morte dans les camps d'extermination nazis) et de son père Paul Kraus, un orientalisant spécialiste des sciences arabes, décédé dans des circonstances obscures au Caire pendant la Seconde Guerre mondiale.
Il occupe divers postes dans des colleges (dont un poste de conférencier en histoire à l'université Columbia de New York, invité en 1937 par Salo Baron), puis rejoint en 1939 et pour une dizaine d'années la New School for Social Research de New York, où se trouvent déjà de nombreux intellectuels immigrés allemands (comme Hans Jonas et Hannah Arendt), pour y enseigner la science politique et la philosophie. À l'automne de 1949, il est invité à l'université de Chicago par Robert Maynard Hutchins, dont l'intention était de rénover l'enseignement des humanités dans cette université, en proposant son Great Books Program. Le poste de philosophie politique était vacant, depuis le départ de Charles Edward Merriam et il y avait 3 candidats en lice : Alexandre Passerin d'Entrèves, spécialiste du Moyen Âge, Alfred Cobban, spécialiste de la Révolution française et Leo Strauss. Hutchins pensait qu'il ne saurait y avoir d'éducation vraiment libérale sans l'étude des grands livres de la tradition. C'est dans cet esprit qu'il propose donc à Leo Strauss un poste de professeur à la Faculty for Social Science de l'université de Chicago (Strauss n'enseignera jamais à la Faculty of Philosophy). En 1968, atteint par la limite d’âge, Strauss quitte l’université de Chicago et se rend en Californie pour y enseigner durant un an au Claremont College.
Professeur émérite à Chicago, il est invité à la fin de sa vie par son ami Jacob Klein, alors doyen du Saint John's College à Annapolis (banlieue de Washington, D.C.) dans le Maryland. C'est à Annapolis que Strauss finit ses jours le 18 octobre 1973, victime d'une pneumonie. Il est inhumé dans le cimetière juif d'Annapolis.

## Travaux

### La philosophie première examine ladoxa
L'interprétation straussienne de la philosophie prend appui sur la thèse développée par Platon dans la République : ce qui est premier pour nous, et qui apparaît à la lettre comme phénomène, ce sont les opinions (doxa). Leo Strauss considère que la philosophie première est l'étude des opinions dans la Cité (c'est alors la philosophie politique qui est la philosophie première et non la métaphysique).

### Les Trois Vagues de la Modernité
Strauss diagnostique trois vagues constitutives de la modernité.
La première vague, fondatrice des représentations « libérales » de la vie politique, est la crise anti-théologique articulée dans l'œuvre de Nicolas Machiavel puis portée par les Lumières, qui relèguent la Foi au rang de superstition et qui se donnent pour but explicite de « populariser » la Science.
La deuxième vague porte en elle un élément critique majeur qui accompagne son déploiement : la philosophie de Jean-Jacques Rousseau. Elle donne naissance à la philosophie idéaliste allemande ainsi qu'au sens historique, et est à l'origine du communisme.
La troisième vague, associée à la philosophie de Frédéric Nietzsche, porte en son sein le nihilisme européen, tel qu'il s'est déployé avant et après la Première Guerre mondiale avec le militarisme allemand et une de ses conséquences, l'accès d'Hitler au pouvoir.

### Le libéralisme en question
Strauss s'interroge sur la « crise de notre temps » en réfléchissant sur les libéralismes antique et moderne et en apportant des réponses qui mettent en accusation le relativisme des valeurs. Il prône un retour réflexif sur les problématiques élaborées par les classiques, notamment Aristote et Platon, mais surtout cherche à penser les raisons pour lesquelles le libéralisme antique a été abandonné. Cette question ouvre l'entreprise proprement « archéologique » de Leo Strauss, qui consiste à relire et réinterpréter la tradition philosophique européenne et à la confronter aux traditions littéraires des trois monothéismes, d'une part en réactualisant la Querelle des Anciens et des Modernes et, d'autre part, en questionnant la thématique théologico-politique.

### La crise de la Modernité

#### Grand nombre et petit nombre
La mise en cause des opinions les mieux répandues dans les régimes démocratiques semble légitimer un certain élitisme, présent chez Platon, bien que la question du « meilleur régime » (et, partant, du « meilleur législateur ») ne soit pas en propre celle de Strauss. L'élitisme supposé de Leo Strauss repose sur une pensée d'Aristote : le « plaisir » ne saurait être confondu avec le « Bien ». Or, le plus grand nombre opère cette identification. La foule (oi polloi, « le grand nombre », « la plupart », « la foule », « le vulgaire ») recherche les plaisirs du corps plus que le bien : elle recherche le bonheur matériel plus qu'elle n'est à la recherche zététique de la vérité. Cette distinction entre « l'élite » et « la foule » — courante dans l'Antiquité — est soulignée par Strauss, qui insiste sur la difficulté d'adhérer aux enjeux de la vie selon la philosophie.
La question d'une distinction entre le grand nombre et le petit nombre ne concerne pas seulement la recherche de la vérité philosophique mais constitue aussi et surtout une articulation majeure dans la discussion antique sur le meilleur régime politique. C'est le petit nombre qui possède les moyens de s'adonner à la charge des affaires politiques. Or, toute la difficulté des régimes politiques, comme le fait remarquer Aristote dans son livre sur la Constitution d'Athènes, consiste à faire vivre ensemble le « petit nombre » (les riches, les possédants, les puissants, les savants, les experts, etc.) et le « grand nombre », sans mépriser celui-ci.

#### L'ésotérisme philosophique
L'égalisation des conditions de vie matérielle, la naissance de la bourgeoisie et de la classe moyenne dans l'horizon historique des nations démocratiques vont remettre au goût du jour cette question. Celle-ci, présente tout au long de l'histoire politique, cache une autre question difficile : les philosophes ont besoin de la Cité, mais la Cité n'apprécie guère les philosophes (voir la figure fondatrice et emblématique de Socrate, condamné et mis à mort). C'est dans ce contexte que l'ésotérisme apparaît comme nécessaire : la vulgarisation de la science, ou l'usage intempérant de certaines vérités, présente un vrai danger pour la stabilité du lien social. La vie politique est l'arène où la poésie entre en lutte avec la philosophie. Ce thème est abordé par Strauss en de nombreuses occasions, en particulier dans ses ouvrages qui traitent indirectement ou directement du rapport entre Aristophane (la comédie) et Socrate (la philosophie).

### Méthode interprétative
Aborder les thèses de la pensée de Leo Strauss requiert une attention particulière. En effet, son œuvre ne se présente absolument pas comme une philosophie systématique, ou comme une série d'exposés scolaires, mais plus volontiers comme une succession d'études et de comptes rendus qui se donnent comme des études d'histoire de la philosophie.
Un bon exemple de la difficulté d'accéder à la pensée de Leo Strauss se voit dans le titre de certains articles, où l'on peut lire la promesse d'une propédeutique (« Pour commencer à étudier la philosophie médiévale », « Quelques notes sur le plan de Par-delà le bien et le mal de Nietzsche », « Le caractère littéraire du Guide des Perplexes de Maïmonide », etc.). En réalité, loin d'être conduits à d'élémentaires questions pour débutants, ces textes sont des exposés très denses qui, sous couvert d'une introduction, tissent des thèses fondamentales, que le lecteur va retrouver régulièrement au fil du corpus straussien. Au demeurant, ce style « introductif » ou « liminaire », qui se retrouve dans le titre de nombreux essais, par lesquels le lecteur est invité « pour commencer à... », est l'exemple du style ironique de Strauss et en tout cas la marque de son propre art d'écrire.
Pour développer ce constat concernant la difficulté devant laquelle on se trouve face à la pensée de Leo Strauss, c'est que la lecture de ses « notes » et articles sont nourris d'une vaste érudition : Strauss connaît parfaitement l'histoire de la philosophie (les auteurs et leurs œuvres) et si c'est cette histoire qui l'intéresse, c'est en tant qu'elle est le lieu d'une bataille des idées, dont l'un des noyaux est le conflit entre la Loi et la Philosophie.
Une autre difficulté consiste dans le fait que Strauss emprunte à la méthode du commentaire talmudique, mais aussi à des thèses trouvées chez Gotthold Ephraim Lessing, un art d'écrire qui consiste à entrer dans l'examen de détails pour faire ressortir des thèses générales. On peut soutenir ainsi que son intérêt pour ce qu'il appelle « la tension entre Athènes et Jérusalem », se nourrit de la difficulté à penser une philosophie (grecque) à la lumière de problèmes issus des mondes juif et chrétien (et vice versa). La question d'une rationalité propre au monde juif et propre au monde chrétien, sous l'aspect d'une philosophie juive (Maïmonide) et d'une philosophie chrétienne (Thomas d'Aquin), si elle n'est pas le propre du travail de Leo Strauss, trouve chez lui des couleurs originales.
Pour saisir de quoi il retourne lorsqu'on se penche sur l'œuvre de Leo Strauss, une solution consisterait à prendre sa production littéraire dans sa dimension chronologique et à l'examiner telle qu'elle nous est parvenue, en appliquant une règle à laquelle Strauss nous invite lui-même en comprenant l'auteur tel qu'il se comprenait lui-même. On pourrait ainsi suivre Strauss et peut-être tenter une approche en suivant au plus près sa biographie intellectuelle, en cherchant à comprendre comment un jeune juif de la République de Weimar en vient à s'intéresser à Spinoza, puis à Hobbes, à Maïmonide, à Platon, Rousseau, al-Farabi, Nietzsche, etc.

### Raison et révélation
La pensée de Leo Strauss s'articule d'abord autour d'une série d'interrogations sur les rapports entre la philosophie et les révélations issues de la Bible. Dans un discours prononcé à Saint John's College à la fin de sa vie (An Unspoken Dialogue at Saint John's), Strauss affirme avoir été pris très tôt « in the grip of the theologico-political problem » (« dans l'étau du problème théologico-politique »). La question du rapport entre la « raison » et la « révélation » est centrale dans toute l'œuvre de Strauss et évidemment problématique.
L'enjeu concerne les représentations du philosophe comme menant un certain genre de vie et de la philosophie comme cette vie même. Ces représentations et la place qui leur est faite dans la vie politique (dans la Cité), sont rapportées par les grands textes, tels que l'histoire de la philosophie nous les rapporte. Le rapport entre le philosophe et la Cité est thématisé par la figure de Socrate et singulièrement chez Strauss, par une attention extrême à la figure de Thrasymaque, tel qu'il est présenté dans le dialogue de Platon, la République. L'acte d'accusation contre Socrate à son procès comportait des éléments concernant le blasphème, ou en tout cas la remise en cause du caractère sacré de la Loi. Le philosophe, qui est cet homme épris du désir de vérité que décrit le Banquet de Platon se trouve confronté aux accusations que la Cité porte contre lui (accusations anciennes portées par Aristophane dans Les Nuées : « Socrate se consacre à l'étude de ce qui est dans le ciel et sous la terre ») et qui ont comme motif de défendre la vie politique dans ses opinions, comme seule vie possible et à la fois de défendre le caractère sacré de la Loi. Le caractère public de la loi et son enracinement dans une religion elle aussi publique va être le point de départ paradigmatique du travail de Leo Strauss. Cependant, ce paradigme sera développé dans le détail, avec les études consacrées par Strauss à la figure de Socrate, à la fin de sa vie, rejoignant les travaux développés en 1935 dans l'ouvrage La Philosophie et la Loi (Philosophie und Gesetz).
Cependant, comme le font remarquer des chercheurs comme Rémi Brague, il faut être attentif à la manière dont Strauss lit Platon et à la manière dont il l'interprète. Le peu de cas fait de la doctrine des idées, ou de l'immortalité de l'âme ou tout simplement la grille de lecture adoptée dans le commentaire de la République de Platon (dans La Cité et l'Homme, le commentaire met l'accent sur les rapports entre Socrate et Thrasymaque), sont des indices qui font signe vers un certain platonisme. L'accent mis sur la religion dans laquelle la Loi est un horizon majeur, induit le lecteur à s'interroger sur les décisions intellectuelles par lesquelles Strauss interroge le christianisme. C'est, semble-t-il un des points qui restent à travailler chez les commentateurs de Strauss : les conceptions du philosophe de Chicago suggèrent, en les laissant apparemment dans l'ombre, un ensemble d'indices, qui trouvent un écho dans les problématiques développées par Karl Löwith et Gershom Scholem sur la question du rapport de la théologie à l'histoire. Strauss s'intéresse de très près à l'intrication de la Loi religieuse dans la vie politique. Aussi, en cherchant à élaborer le modèle de la vie politique classique (représenté par Athènes), il ira inévitablement évaluer ce qu'il en est du rapport de la Foi à la situation politique de l'homme juif et chrétien.
Le propos initial de Leo Strauss est la colère antithéologique, d'abord dans l'œuvre de Machiavel, puis chez Spinoza et dans l'œuvre de Hobbes. C'est d'abord par Spinoza, puis Hobbes, que Leo Strauss entreprend son exploration de la crise de la modernité, bien que dans la suite, c'est de Nicolas Machiavel qu'il fera le « grand ancêtre » de cette crise. Le parcours intellectuel de Strauss semble aller de Spinoza à Socrate, puisqu'il publie en 1935 son ouvrage sur Spinoza et en 1972 le Xenophon's Socrates. Dans l'intervalle, Strauss va explorer la question de la philosophie dans le judaïsme et dans l'islam médiéval, en remontant à Moïse Maïmonide et à Al-Farabi.
La question centrale qui permet de nouer la tension entre raison et révélation est celle qui porte sur la vérité de la Loi : qu'est-ce que la vie bonne ? Quel est le meilleur régime politique ? Qu'est-ce que la justice ? Comment accède-t-on à la connaissance de la Loi ? Ici, nous pouvons circonscrire le propos à l'essentiel : les questions concernant la justice, le meilleur régime et la vérité de la Loi sont traditionnellement portées dans la Cité par les poètes, les philosophes, les législateurs et les prophètes. Or, si nous examinons nos opinions, nous voyons bien que certaines des catégories précitées sont, dans la modernité, disqualifiées. Force est de constater un reflux de la religion, ou une sécularisation de thèmes religieux. La religion a changé d'aspect, et de sa morale ne subsistent pour ainsi dire que des lambeaux.
Le jeune Strauss, lecteur de Nietzsche, est sensible à la crise de la modernité, à la thématique du « dernier homme ». La religion des Anciens Grecs et Romains, mais aussi des Juifs et des musulmans, est une religion de la Loi, c'est-à-dire une religion qui donne ses lois à la Cité. Se pose donc la question de savoir quel est le rapport entre la philosophie et la Loi, d'une part chez les Anciens, et d'autre part dans le rationalisme moderne, marqué par le christianisme et la crise introduite à la fin du monde médiéval latin par la Réforme protestante. L'ouvrage de Strauss sur Spinoza va ainsi être une enquête à la fois sur la philosophie et la critique biblique, mais aussi sur le rationalisme moderne et ses rapports à la révélation chrétienne, tout en annonçant le travail ultérieur sur le rationalisme médiéval de Maïmonide. Comme signalé plus haut, la dimension problématique de l'œuvre de Strauss ici n'est pas tout entière contenue dans les difficultés propres à la question de « l'art d'écrire », que Strauss met en avant dans le cadre de ses études des penseurs médiévaux comme Maïmonide et Al-Farabi, mais cette dimension se nourrit essentiellement de ce qu'il y a à trouver chez Al-Farabi.

### L'art d'écrire
Parallèlement à la mise en place des termes de la tension entre raison et révélation, tension qui est le problème du philosophe, Leo Strauss va réactiver l'ésotérisme philosophique. Cet art d'écrire, Strauss le découvre chez Lessing grâce à Jacob Klein rencontré à Marbourg. Sa propre perception est détaillée dans Persecution and the Art of Writing (1953).
Strauss semble ainsi décrire dans la tradition philosophique des médiévaux arabes et juifs, notamment Farabi, Maïmonide et Juda Halévi, l'idéal-type du philosophe articulant par son art d'écrire le mode de vie du solitaire aux enjeux politiques et religieux.
Il appliquera à ses propres œuvres cette manière de construire très attentivement son propos, de mettre l'accent sur des détails insignifiants et de taire sciemment des thèses qu'un lecteur averti s'attendrait à lire. Une des difficultés de la lecture des œuvres de Strauss, et de la grande incompréhension manifeste dont elle est parfois l'objet, tient à cet art de la composition qui transforme le travail de lecture en une véritable exploration labyrinthique pour laquelle il faut être très attentif et sérieusement équipé. Leo Strauss est en effet non seulement d'une prodigieuse érudition, mais son propos n'est pas exempt d'obscurités manifestes ou de notes désarçonnantes ; une lecture rapide laisse apercevoir un ton parfois légèrement ironique, qui laisse transparaître un ensemble d'allusions ou de références, souvent indirectement citées. Néanmoins, Leo Strauss invite son lecteur à relire, sur la base de cette prudence propre au bon lecteur, les grands textes de la tradition philosophique et littéraire. Il y invite parfois explicitement, par exemple dans son article sur ce qu'est l'éducation libérale, mais souvent implicitement, car son argumentation est en réalité un examen de la tradition occidentale en philosophie politique. Le lecteur, s'il veut garder le cap de sa lecture, est ainsi invité à lire les textes auxquels Strauss fait référence afin de vérifier les arguments et débusquer les chausse-trappes.

### La Querelle des Anciens et des Modernes
Strauss reprend à son compte les termes du débat pour mettre en question la représentation que la modernité se fait de la vulgarisation de la recherche philosophique. Une des caractéristiques de la modernité est la volonté de l'égalité, elle-même fondée sur une éducation populaire. Il est manifeste que les Lumières modernes ont eu comme souci d'éradiquer l'obscurantisme et la superstition pour faire place à la raison et à la foi (c'est la formule que Kant emploie dans l'Introduction à la Critique de la Raison Pure). Le XVIIIe siècle allemand est riche d'ouvrages consacrés à cette question de l'Éducation du genre humain (pour citer le titre d'un ouvrage de Gotthold Ephraim Lessing), par laquelle un peuple jadis composé de médiocres est censé prendre en main son destin et accélérer le mouvement de l'histoire vers les progrès du Droit.
L'idée selon laquelle le présent donne des leçons au passé, précisément parce qu'il représente un progrès notable dans les mœurs, les idées, les organisations politiques, les arts, etc. est profondément ancrée dans la modernité. La Querelle des Anciens et des Modernes est le symbole de ce qui va devenir l'enjeu de la lutte entre l'esprit philosophique et l'esprit historique, esprit historique représenté par l'idéalisme allemand et le positivisme français. L'homme, dit Nietzsche, est devenu un être historique, notion qu'il faut entendre dans les propos de Strauss, comme la dernière des illusions de la modernité : croire que le progrès technique, issu de la vulgarisation des sciences, s'accompagne nécessairement du progrès moral et intellectuel, et qu'il soit ainsi un bien en soi. Comme le souligne Leo Strauss, le fait que nombreux sont les ingénieurs capables de fabriquer une bombe atomique n'assure en rien l'existence d'une prudence politique, gage d'une politique encadrant l'usage de l'arme nucléaire. Preuve à l'appui du contraire, les violentes crises ayant ébranlé l'Europe au XXe siècle. Strauss reprend ainsi la thèse de Rousseau qui, à contre-courant de son époque, avait mis en garde contre cette recherche sans frein du progrès, caractéristique de la modernité.
L'historicisme et le positivisme des sciences sociales sont les fruits problématiques de la science conçue à nouveau frais par les modernes, dont l'enjeu est la séparation entre les faits et les valeurs, voire la disparition de toute notion d'un droit naturel propre à l'être humain. La querelle des Anciens et des Modernes, si elle devait trouver son aboutissement dans la victoire des Modernes, verrait triompher le relativisme et le nihilisme moral, accompagnés d'une juridicisation indéfinie des rapports humains.

### La distinction entre les faits et les valeurs
Le lecteur attentif verra que les ouvrages que Strauss publie dans les années 1950, ainsi que certains de ses articles, comportent tous une attaque directe ou indirecte contre les sciences sociales. C'est le cas, par exemple, des premières pages de Natural Right and History. On peut arguer du fait qu'à son arrivée à Chicago, Strauss n'ira pas enseigner dans le département de philosophie, mais à la Faculty of Social Sciences. Sur le fronton du bâtiment de cette Faculté, on peut encore y lire une formule de Lord Kelvin : « Tout ce qui ne se mesure pas ne peut être objet de science ». Ironie de la situation, cette question de la mesure et des instruments de mesure utilisés dans les sciences sociales, est formulée par Strauss comme une des questions les plus cruciales de la crise de la modernité.
Ce n'est probablement pas seulement dans un rapport de contingence qu'il faut appréhender le rapport de Leo Strauss à Auguste Comte ou Max Weber et de manière générale à la sociologie. Il s'en explique d'ailleurs très clairement : distinguer les faits et les valeurs c'est accepter le fait que les conseillers politiques, qui peuvent être des experts scientifiques du nucléaire, n'aient aucune idée quant à la question de savoir quand, pourquoi, contre qui et dans quelle mesure il faut faire usage de l'arme nucléaire. Or, les sciences humaines, qui cherchent avant toute chose à se donner des instruments de quantification propres à décrire les phénomènes humains, ne sauraient être d'aucune aide (du fait de leur souci d'appartenir à une forme de Science formalisée par les mathématiques) pour la conduite des affaires politiques. Leur souci de garantir l'objectivité de leurs études par le formalisme mathématique (le plus souvent réduit à des études statistiques) les conduit à ne pas voir les phénomènes humains qu'elles veulent étudier pourtant, tels qu'ils se produisent. Ces phénomènes humains (qui se produisent tous comme des actions) restent méconnus ou ignorés, parce qu'il est difficile de les observer tels qu'ils se produisent. Or, insiste Strauss, ils se produisent dans l'horizon d'attente de la vie politique.
La revendication d'une neutralité axiologique est ainsi rendue problématique ; pas seulement du fait que l'objet de science soit le fait humain, mais parce que l'agir humain n'est pas, en dernière analyse, dépourvu de toute orientation politique. La question : « Qu'est-ce que le meilleur régime ? » ne saurait être une question que l'on peut envisager clairement en distinguant les faits des valeurs. La vie politique, qui est la caractéristique propre à la nature humaine, repose à l'évidence sur des actes qu'il convient de rechercher, parce que dans cette recherche, c'est le Bien humain qui est accompli. Nous voyons ainsi se creuser la différence entre les philosophies de la liberté, issues des Lumières, et les positions de Strauss qui semblent relever de conceptions propres à la téléologie de la philosophie ancienne. Strauss acquiesce à la formule d'Aristote : « Tout art, toute action, est accomplie en vue de quelque bien ».
L'affirmation de la liberté humaine, telle que les philosophies de l'Antiquité l'ont revendiquée, trouve chez Strauss une nouvelle exploration polémique contre les philosophies de la volonté des Modernes. Le programme de René Descartes adossé à une affirmation très particulière de la liberté (« Nous pouvons nier la vérité, si nous avons en vue d'affirmer par là notre liberté » — cf. Descartes, Lettre au P. Mesland. 9 février 1643) est perçu par Leo Strauss comme la conséquence inévitable d'une rupture au sein de la raison moderne entre la recherche de la vérité et la recherche de la verità effetuale delle cose (la « vérité effective des choses »), véritable fondement du programme de Nicolas Machiavel. Dans ses Pensées sur Machiavel, il se démarque des intellectuels qui tentent de réhabiliter le Florentin contre le sens commun qui le tient pour immoral. Strauss reconnaît au contraire l’immoralité absolue de Machiavel, dans laquelle il voit la source de son génie révolutionnaire.
Cette rupture moderne, qui signe un désir profond d'être comme maître et possesseur de la nature dans tous les domaines (dans le domaine de la nature physique, comme dans celui des choses politiques) rassemble sous une bannière commune les entreprises de Machiavel, Francis Bacon, Thomas Hobbes, René Descartes et Spinoza. Il est cependant intéressant de remarquer que si Machiavel portait une très grande attention à la chose politique, Descartes s’inquiétera plus de morale  et de médecine. Le programme moderne de maîtrise de la nature va disqualifier progressivement la question politique au profit d'une pensée morale circonscrite au seul souci individuel.
Or, afin que ce programme puisse se réaliser, deux éléments nécessaires devaient occuper le champ nouvellement conquis de la puissance individuelle : un État puissant qui distribue les droits, et la neutralité de l'État à l'égard des religions. La liquidation de la religion (qui produit une communauté spirituelle à côté des autres communautés), ainsi que le déploiement progressif des droits individuels garantis par l'État, formeront les grands axes du déploiement de l'individualisme moderne. Un État neutre et arbitre à l'égard des croyances, une science objective occupée à cultiver un paradis terrestre : la Modernité peut apparaître avec son cortège de merveilles techniques et son immense revendication d'un Droit universel applicable à l'Humanité. Ce faisant, la crise de la Modernité est ouverte. D'abord parce que les religions ne disparaissent pas comme par enchantement : les guerres de religion du XVIe siècle en apporteront la preuve. Ensuite, parce que les hommes ont besoin de vivre dans des communautés qui ne soient pas abstraites. Or, la communauté nouvellement ouverte par l'intense effort de formulation des Droits de l'Homme au XVIIIe siècle s'est heurtée aux revendications nationales (britannique, allemande et française) à la fin du XIXe siècle et au XXe siècle. La distinction scientifique entre les faits et les valeurs se heurtait à la réalité effective de la chose politique. La Modernité entrait en crise, non pas seulement théoriquement, mais aussi très concrètement, c'est-à-dire politiquement. Les deux grands conflits mondiaux du XXe siècle, chacun lié à des revendications politiques (et non pas économiques) ont montré à l'envi que la compréhension des choses politiques ne pouvait se faire en séparant les faits des valeurs.

## Critiques
L'œuvre et l'influence de Leo Strauss ont fait l'objet de polémiques persistantes dans le monde anglophone après sa mort. Ces critiques, notamment historiographiques dans le cas de l'Ecole de Cambridge (Quentin Skinner, J.G.A. Pocock et John Dunn) mais également politiques, ont assimilé Strauss et ses disciples à une secte d'idéologues au sein de l'université américaine, falsifiant le sens des textes anciens au service d'une politique conservatrice, ou les interprétant de manière anhistorique voire conspirationniste. Dans les années 2000, les « straussiens » ont été accusés d'avoir inspiré la pensée et la politique étrangère néoconservatrices. De nombreux livres et articles ont en retour défendu Strauss contre ces accusations. En France, la réception de Leo Strauss, plus discrète et essentiellement limitée aux milieux académiques, n'a pas été marquée par le même caractère polémique.

### Éditions en allemand
- Gesammelte Schriften : sept volumes publiés par Heinrich Meier ; Stuttgart, Metzler Verlag (1996-…) ; 3 volumes parus (en 2004). Édition complète en allemand des textes de Leo Strauss. Cette édition recueille tous les textes de jeunesse (jusqu'en 1937 pour les volumes 1 à 3), et une partie de la correspondance. Les volumes 4 à 6 portent sur les écrits théologico-politiques, la traduction allemande de On Tyranny et des Thoughts on Machiavelli.
  - Vol. 1 :  Die Religionskritik Spinozas und zugehörige Schriften
  - Vol. 2 : Philosophie und Gesetz - Frühe Schriften
  - Vol. 3 : Hobbes' politische Wissenschaft und zugehörige Schriften - Briefe
  - Vol. 4 : Politische Philosophie. Studien zum theologisch-politischen Problem
  - Vol. 5 : Über Tyrannis
  - Vol. 6 : Gedanken über Machiavelli

### Éditions en anglais
- Spinoza’s Critique of Religion, 1930
- The Political Philosophy of Hobbes, 1936
- On Tyranny, 1948.
- Persecution and the Art of Writing (La Persécution et l’art d’écrire), 1952
- Natural Right and History (Droit naturel et histoire), 1953
- Thoughts on Machiavelli (Pensées sur Machiavel), 1958
- What Is Political Philosophy (Qu'est-ce que la philosophie politique ?) 1959
- The City and Man (La Cité et l'homme), 1963
- History of Political Philosophy, avec Joseph Cropsey 1963
- Socrates and Aristophane (Socrate et Aristophane), 1966
- Liberalism Ancient and Modern (Le Libéralisme ancien et moderne), 1968
- Xénophon's Socrates (Le Socrate de Xénophon), 1972

Ouvrages posthumes
- The Argument and the Action of Plato’s "Laws", foreword by Joseph Cropsey, Chicago: The University of Chicago Press, 1975.
- Studies of Platonic Political Philosophy, introd. by Thomas L. Pangle, Chicago: The University of Chicago Press, 1983.
- The Rebirth of Classical Political Rationalism, essays selected and introduced by Thomas L. Pangle, Chicago: The University of Chicago Press, 1989.
- On Plato's Symposium, Chicago: The University of Chicago Press, 2003. (Il s'agit de la transcription du cours que Strauss fit en 1959 à Chicago sur le Banquet de Platon.)
- Leo Strauss on Moses Mendelssohn, trad. et éd. Martin Yaffe, Chicago: The University of Chicago Press, 2012, 360 pages.
- ”Exoteric Teaching” (1939), critical edition by Hannes Kerber, in Yaffe / Ruderman (eds.): Reorientation: Leo Strauss in the 1930s. New York: Palgrave Macmillan 2014, 275-86.
- ”Lecture Notes for 'Persecution and the Art of Writing” (1939), critical edition by Hannes Kerber, in Yaffe / Ruderman (eds.): Reorientation: Leo Strauss in the 1930s. New York: Palgrave Macmillan 2014, 293-304.
- Leo Strauss on Nietzsche's Thus Spoke Zarathustra, éd. Richard Velkley, Chicago: The University of Chicago Press, 2017, 304 pages. (Transcription d'un séminaire de 1959 à l'université de Chicago.)
- Leo Strauss on Political Philosophy: Responding to the Challenge of Historicism and Positivism, éd. Catherine et Michael Zuckert, Chicago: The University of Chicago Press, 2018, 272 pages. (Transcription d'un séminaire de 1965.)
- Toward "Natural Right and History": Lectures and Essays by Leo Strauss, 1937-1946, éd. J. A. Colen et Svetozar Minkov, Chicago: The University of Chicago Press, 2018, 288 pages. (Cours non publiés et textes interprétatifs de J. A. Colen, Christopher Lynch, Svetozar Minkov, Daniel Tanguay, Nathan Tarcov et Michael Zuckert.)

### Éditions en français
- Pensées sur Machiavel, Paris, Payot, 1982.
- Pourquoi nous restons juifs : la foi et l'histoire juives peuvent-elles encore nous parler ? (trad. de l'anglais par Olivier Sedeyn), Paris, Allia, 2017, 96 p. (ISBN 9791030404821)
- De la tyrannie, Paris, Gallimard, collection "Tel", 1983,  (ISBN 2-07-025886-6). Réédition : De la tyrannie, suivi de Correspondance avec Alexandre Kojeve, 1932-1965, Paris, Gallimard 1997, collection "Bibliothèque de philosophie"  (ISBN 2-07-074708-5).
- Droit naturel et histoire, Paris, Flammarion, 1986. Édition poche : Paris, Flammarion, 2008, collection "Champs Essais"  (ISBN 2-08-121890-9).
- La Cité et l'Homme, Paris, Presses-Pocket, 1987, collection "Agora". Réédition : Paris, LGF, collection de poche "Biblio essais". 2005  (ISBN 2-253-11117-1).
- Maïmonide, Paris, PUF, 1988, collection "Épiméthée"  (ISBN 2-13-041827-9).
- La persécution et l'art d'écrire, Paris, Presses-Pocket, 1989.
- Le libéralisme antique et moderne, Paris, PUF, 1990.
- Argument et action des "Lois" de Platon, Paris, Vrin, 1990. Réédition : Paris, Vrin, 2000, collection "Bibliothèque d'histoire de la philosophie"  (ISBN 2-7116-1021-7).
- La philosophie politique de Hobbes, Paris, Belin, 1991.
- Le testament de Spinoza, Paris, Le Cerf, 1991, collection "La Nuit surveillée"  (ISBN 2-204-04262-5).
- Qu'est-ce que la philosophie politique ?, Paris, PUF, 1992.
- Le Discours socratique de Xénophon, Combas, L'Eclat, 1992. Réédition : Le Discours socratique de Xénophon, suivi de Le Socrate de Xénophon; en appendice L'esprit de Sparte et le goût de Xénophon, Combas, L'Eclat, collection  "Polemos", 1997  (ISBN 2-905372-64-8).
- Études de philosophie politique platonicienne, introduction Thomas Pangle, traduction Olivier Sedeyn, Paris, Belin, 1992. Réédition : Paris, Belin, 2000, collection "Littérature et politique"  (ISBN 2-7011-1410-1).
- La renaissance du rationalisme politique classique, Paris, Gallimard, 1993  (ISBN 2-07-012427-4).
- Socrate et Aristophane, Combas, L'Eclat, 1994.
- Histoire de la philosophie politique, Paris, PUF, 1994. Réédition : Paris, PUF, collection "Quadrige", 1999, rééd. 2010  (ISBN 978-2-13-057691-4).
- La critique de la religion chez Spinoza, Paris, Le Cerf, 1996.
- Pourquoi nous restons juifs ?, Paris, La Table Ronde, 2001.
- Sur une nouvelle interprétation de la philosophie politique de Platon, Paris, Allia, édition rev. et corr., 2004  (ISBN 2-84485-135-5).
- Nihilisme et politique, Paris, Payot-Rivages poche, 2004  (ISBN 2-7436-1237-1).
- Foi et philosophie politique : correspondance avec Eric Voegelin, 1934-1964, Paris, Vrin, 2004, collection "Bibliothèque des Textes Philosophiques"  (ISBN 2-7116-1678-9).
- La critique de la religion chez Hobbes : une contribution à la compréhension des Lumières (1933-1934), Paris, PUF, 2005, collection  "Fondements de la politique"  (ISBN 2-13-054688-9).
- La philosophie politique et l'histoire : de l'utilité et des inconvénients de l'histoire pour la philosophie, Paris, LGF, 2005, collection poche "Biblio essais"  (ISBN 2-253-00192-9).
- Sur le Banquet de Platon, traduit par  Olivier Sedeyn, Combas, L'Eclat, 2006.
- Cabale et philosophie : correspondance avec Gershom Scholem, 1933-1973, Combas, L'Eclat, 2006  (ISBN 2-84162-124-3).
- Le Platon de Fârâbî, traduit de l’anglais et annoté par Olivier Sedeyn, Paris, Allia, 2007  (ISBN 2-84485-099-5).